# Federbach (Alb)
Der Federbach ist ein etwa 42 Kilometer langer Bach in Baden-Württemberg. Er durchfließt die Landkreise Karlsruhe und Rastatt und mündet heute beim Karlsruher Stadtteil Maxau in die Alb.
Das Quellgebiet liegt in der Gemeinde Malsch am Rande des Nordschwarzwaldes. Im Gegensatz zu anderen Gewässern durch die rechte Oberrheinische Tiefebene fließt der Federbach von Malsch an zunächst nach Südwesten, anschließend bei Muggensturm nach Westen und begleitet nach dem 
Eintritt in die Rheinniederung den Strom in geringem Abstand lange nach Norden.
Durch Eingriffe des Menschen vom Beginn des 18. Jahrhunderts bis in die 1930er Jahre wurde der Federbachverlauf stark verändert. Das wasserwirtschaftliche und ökologische Pilotprojekt Entwicklungskonzept Federbachniederung von 1993 hatte die naturnahe Entwicklung des Federbachs und seiner Niederungsbereiche zum Ziel. Die geplanten Maßnahmen wurden in insgesamt 14 Bauabschnitten von 1995 bis 2009 ausgeführt. 

## Name
Erste urkundliche Erwähnung findet der Name des Federbachs im Jahr 1313 in Form von Pfetermuln, einer Verkürzung von Feder(bach)mühle. Das Bestimmungswort bezieht sich vermutlich auf Gras mit federähnlichem Blütenstand.

## Geographie
Die Quellbäche des Federbachs entspringen im Nordschwarzwald und vereinigen sich in der Vorbergzone in Malsch zum Dorfbach. Noch in Malsch wird der Bach wieder aufgeteilt, der Lindenhardterweg-Bach fließt nach Nordwesten in den Malscher Landgraben und der Federbach wendet sich nach Südwesten und durchfließt die Kinzig-Murg-Rinne entgegen ihrer ursprünglichen Fließrichtung bis Rastatt. Dort wendet sich der Bach in einem Bogen nach Norden und tritt über die Niederterrasse in die Rheinniederung ein. 

### Quellbäche
Die beiden Quellbäche des Federbachs entspringen im Nordschwarzwald südlich und südwestlich von Malsch. Als naturnahe Bäche durchfließen sie im Nordschwarzwald und der angrenzenden Vorbergzone eine Wald- und Wiesenlandschaft. In Malsch mündet der kürzere Tannelgraben (Kaufmannsbrunnenbach) in den Waldprechtsbach, der damit zum Dorfbach (umgangssprachlich feminin, die Bach) wird.

### Verlauf
Der Federbach entsteht im Ortsbereich von Malsch, etwa 100 m südwestlich der Straßenkreuzung von L 607 und L 608 am Beginn der Straße Am Federbach. Von hier läuft er seine ersten zwei Kilometer als straßen- oder feldwegbegleitender Graben nach Südwesten und dann in fast westlicher Richtung auf Muggensturm zu. Hier liegt zu seiner Linken das unter Naturschutz stehende Moor- und Feuchtgebiet des Federbachbruchs, im Süden begrenzt durch den Neugraben, der schon seit dem Malscher Sportgebiet links des Federbachs läuft und ihm am östlichen Ortsrand von Muggensturm nach dem Bruchgebiet zuläuft. Der Federbach passiert Muggensturm im Süden und läuft dann in Richtung Westen auf die Anschlussstelle Rastatt der Bundesautobahn 5 (A 5) zu, die er etwa sieben Kilometer unterhalb seines Ursprungs unterquert, um dann die nächsten drei Kilometer, bald in kerzengerade nordnordwestlichem Kunstlauf, durch ein Waldgebiet zu ziehen.
Westlich des Naturtheaters von Ötigheim trennt sich dann von ihm der in nordnordwestlicher Richtung weiterfließende Haftgraben, der über die Altmurg in den Riedkanal entwässert. Er selbst fließt forthin in nördliche Richtungen. Westlich von ihm gegenüber dem Ötigheimer Sportgelände entsteht heute der Alte Federbach im Wald, sein Altlauf, der links von ihm in natürlichen Mäandern durch Streitwald, Dammwald und Oberwald zieht, während er selbst in offener Flur in seinem künstlichen Bett Ötigheim, Bietigheim und dann das zentrale Durmersheim im Westen passiert, wo von dessen Ortsteil Würmersheim im Westen her nach einer ausholenden Schlinge dieser Alte Federbach nach 8,7 km Laufs wieder in ihn mündet.
Am Nordwestrand von Durmersheim kürzt er in nördlichem Grabenlauf seine alte Westschlinge ab, die heute vom Kunzenbach und vom Tieflachgraben durchflossen wird. Der 7,5 km lange Federbachzufluss Tieflachgraben entwässert große Flächen bei Elchesheim-Illingen und Au am Rhein. Im Folgenden durchfließt der Federbach südlich von Rheinstetten-Neuburgweier in altem Lauf eine Westschlinge und passiert dann an dessen Südostrand das Dorf, hier nur noch weniger als anderthalb Kilometer vom parallel im Nordwesten fließenden Rhein entfernt. Danach zieht er weiter nordöstlich zwischen Rückstaudeichen des Rheins, kreuzt sich dabei mit dem Tankgraben, einem Panzergraben des Westwalls, der von Rheinstetten-Mörsch zum Fermasee führt. Östlich der Gewässerkreuzung beginnt ein weiterer Alter Federbach seinen Lauf.
Danach tritt der Federbach in den Auenwald Kastenwört ein, in dem er nach insgesamt etwa 27 km in den Daxlandener südöstlichen Altrheinarm mündet. Diesen verlässt er aber weiter nordöstlich wieder und zieht als Neuer Federbach durch den Auenwald Großgrund zum Grünenwasser, einem weiteren Totwasser, das er dicht am Rhein in nördliche Richtung verlässt, worauf gleich von rechts der (zweite) Alte Federbach nach 8,4 km eigenen Laufs in ihn mündet. Daraufhin unterquert er in einem Düker beim Rheinhafen-Dampfkraftwerk das Verbindungsbecken des Karlsruher Hafens in dessen Mündungsbereich und tritt jenseits im Auenwald um den Knielinger See wieder als Federbach ans Tageslicht. Er läuft im Naturschutzgebiet Burgau – teils auf der Trasse einer alten Rheinschlinge – östlich um den über 83 ha großen See, passiert den Karlsruher Verkehrsübungsplatz und mündet dann gleich bei Karlsruhe-Maxau an der Brücke der Bundesstraße 10 (B 10) von links in die Alb. Bis 2014 floss der Federbach durch den nordöstlichen Teil des Knielinger Sees. Im Zuge der Sanierung des Sees wurde der Federbach-Bypass gebaut, um den Eintrag von Nährstoffen in den See zu verringern.

### Tiefe
Der Federbach ist anfangs etwa 30 cm tief, erst ab Bietigheim erreicht er eine Tiefe von 50 cm. An der Mündung bei Karlsruhe (Maxau) ist er 1,5 m tief.

### Ortschaften
Ortschaften am Lauf mit ihren Zugehörigkeiten. Nur die Namen tiefster Schachtelungsstufe bezeichnen Siedlungsanrainer.
Landkreis Karlsruhe
- Gemeinde Malsch
  - Malsch (Dorf)

Landkreis Rastatt
- Gde. Muggensturm
  - Muggensturm (Dorf, überwiegend rechts)
- Gde. Ötigheim
  - (zunächst keine Besiedlung am Lauf)
- Stadt Rastatt
  - (Gewerbegebiet um die Rauentaler Straße, links)
- Gde. Ötigheim
  - Ötigheim (Dorf, rechts)
- Gde. Bietigheim
  - Bietigheim (Dorf, rechts)
- Gde. Durmersheim
  - Durmersheim (Dorf, fast nur rechts) mit
  - Bickesheimer Kloster (rechts)
  - Würmersheim (Dorf, links)
- Gde. Au am Rhein
  - (links, keine Besiedlung am Lauf)

Landkreis Karlsruhe
- Stadt Rheinstetten
  - Neuburgweier (Dorf, links)

Kreisfreies Karlsruhe
- Rheinhafen Karlsruhe (überwiegend rechts)
- Maxau (Weiler, links)

## Geschichte, Altläufe, Natur
Der Federbach wurde um 1900 zwischen Bietigheim und Durmersheim in einen neuen Flusslauf östlich des Alten Federbachs umgelegt. Dieser kanalartige Lauf wurde 1929 verbreitert, weil die Gemeinde während der Weltwirtschaftskrise Arbeitslose beschäftigen wollte. Der Federbach ist deshalb heute zwischen Bietigheim und Durmersheim breiter als nötig.
Zwischen Durmersheim und Rheinstetten kürzt der neue Federbach-Lauf eine alte Schlinge ab, die heute vom Kunzenbach und vom Tieflachgraben durchflossen wird.
Der zweite Alte Federbach, der östlich der Gewässerkreuzung bei Neuburgweier entsteht und am nordwestlich Ortsrand von Rheinstetten-Forchheim außen am Kastenwört vorbeifließt, nutzt eine noch tiefere Ostschlinge des Rheins bei Daxlanden als Trasse und trennt dabei die Ortschaft im Osten von der Niederung der Fritschlach in der Schlinge.
Der Federbach diente lange als Abwassergraben, vor 200 Jahren schon wurde in ihn ungereinigtes Wasser eingeleitet. Heute ist das Abwasser geklärt und die Anliegerorte leiten direkt nur noch das Regenwasser in den Bach. Am Federbach wachsen meist anspruchslose Pflanzen wie etwa Pappeln.

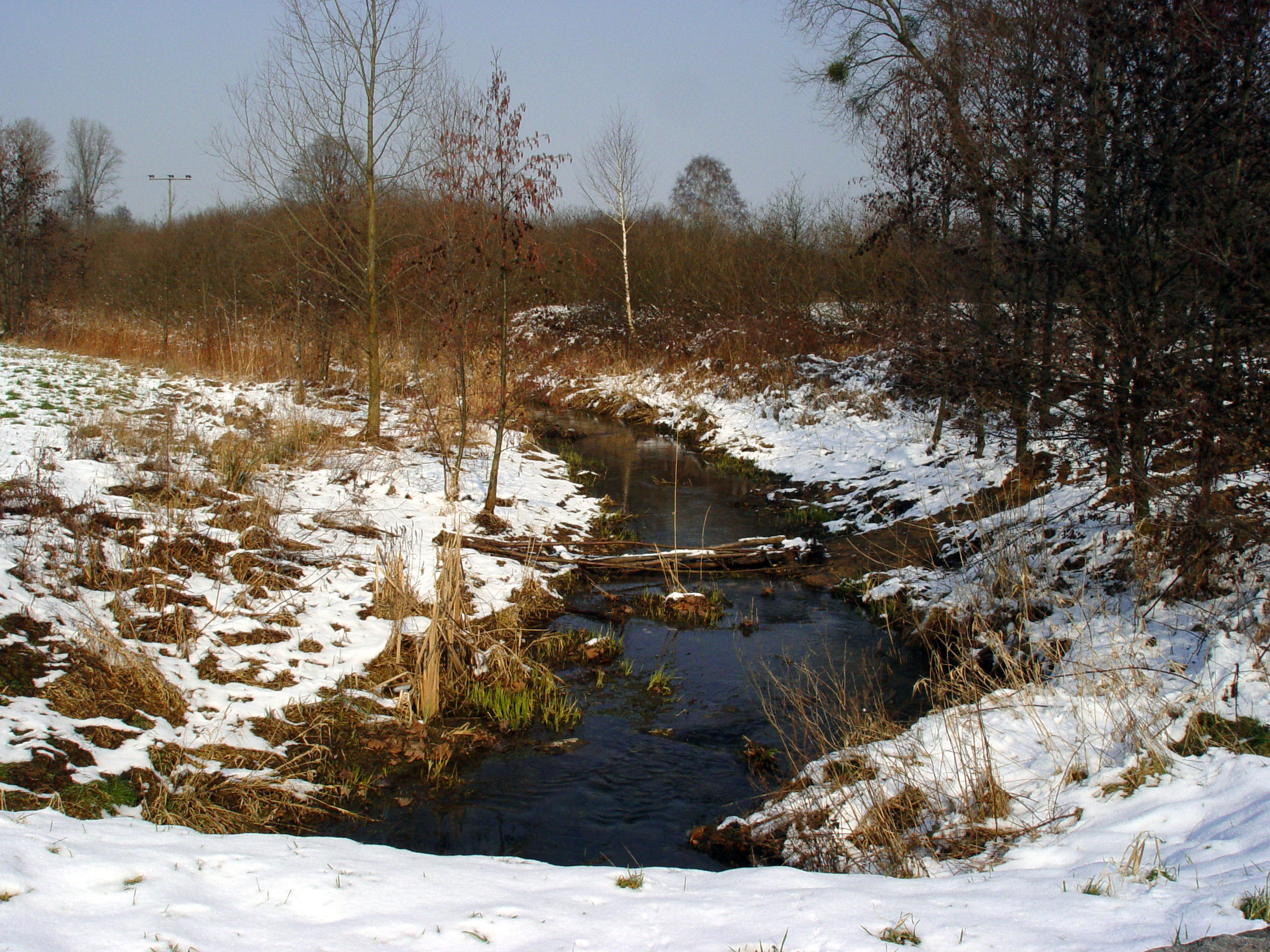
Federbach in Bietigheim

## Bauwerke
In Durmersheim steht etwa 30 m östlich des Federbachs die im 15. Jahrhundert erbaute Bickesheimer Kirche. Im Süden der Markung steht noch eine alte Mühle aus dem 16. Jahrhundert. Im Ort selbst führen insgesamt sechs Brücken über den Bach, der hier etwa sieben Meter breit ist. Westlich des Federbachs steht das Federbachstadion, welches nach dem Fluss benannt wurde. In dessen Nähe befinden sich auch ein Gymnasium, ein Jugendhaus, eine Skateranlage mit Spielplatz sowie eine Sporthalle.
In Bietigheim führen fünf Brücken über den Federbach, drei davon für landwirtschaftliche Wege.
Bei Ötigheim, in der Nähe des Sportplatzes, ist ein ehemaliges Schwimmbad das bis in die 1960er genutzt wurde erkennbar. Große Steinstufen, die Beckenränder und ein Handlauf sind heute noch vorhanden.
In Karlsruhe unterquert der Federbach durch einen Düker das Rheinhafenbecken.

## Moore und Brüche
Am Oberlauf des Federbach, zwischen Malsch und Muggensturm gibt es den über 40 Hektar großen Federbachbruch. Zwischen Durmersheim und Neuburgweier liegt die Federbachniederung. Beide Gebiete stehen unter Naturschutz.
Zwischen Bietigheim und Durmersheim hingegen wurde das ehemalige Moorgebiet in den Bruchwiesen trockengelegt. Davon zeugen kleinere Bäche und Entwässerungsgräben, mit denen man das Gebiet damals trockenlegte und die über den Schmiedbach in die hier begradigte Federbach entwässern. Ein weiteres Überbleibsel ist ein Teich in Durmersheim links der Federbach nahe dem Bickesheimer Kloster. Seine Umgebung ist mit Schild bedeckt und über einen kleinen Graben mit dem Gewässer verbunden.